# Cueva Sabuquera
La Cueva Sabuquera se encuentra dentro del Paraje Natural Municipal de La Solana y Barranco de la Lucía en la localidad de Alcublas, provincia de Valencia.
Es una extensa sima utilizada tiempos atrás como nevero (almacén de nieve para posteriormente llevar el hielo a la capital), su profundidad y humedad han creado un microclima en el que se han desarrollado plantas más comunes es bosques más húmedos y donde destaca por su frondosidad y tamaño la presencia de la flámula.
- Datos: Q5794114